# 多瑙站
多瑙站（羅馬化：Dunayskaya）是聖彼得堡地鐵伏龍芝-海濱線興建中的車站，在2019年10月3日啟用，由國際站延長至舒沙雷站。
車站建於伏龍芝區的巴爾幹區，布加勒斯特大街和多瑙大道的交界。多瑙大道取名自多瑙河。

## 設計
多瑙站是三拱式淺層車站，設有兩個側式月台。
車站主題是「藍色多瑙河」，車站完全以藍色作特色。車站內部以雕刻了多瑙河沿線城市的玻璃裝飾，城市包括維也納、布達佩斯、貝爾格萊德、林茨及雷根斯堡。
車站設有兩個大堂。北大堂設於布加勒斯特大街和多瑙大道交界，南大堂設於布加勒斯特大街和雅羅斯拉夫·哈謝克街交界。